# Léo Rossi
Léo Rossi (Grasse, 25 de diciembre de 1999) es un deportista francés que compite en bádminton. Ganó una medalla de plata en el Campeonato Europeo de Bádminton de 2025, en la prueba de dobles.

## Palmarés internacional
| Campeonato Europeo | Campeonato Europeo  | Campeonato Europeo | Campeonato Europeo |
| Año                | Lugar               | Medalla            | Prueba             |
| ------------------ | ------------------- | ------------------ | ------------------ |
| 2025               | Horsens (Dinamarca) | Medalla de plata   | Dobles             |